# 尚-弗朗索瓦·阿布拉莫維奇
尚-弗朗索瓦·阿布拉莫維奇（法語：Jean-François Abramatic，1949年7月8日—）是1984年至1988年領導GIPSI-SM90的法國電腦科學家，在1996年至2001年擔任全球資訊網聯盟主席。